# Discografia de NX Zero
A Discografia de NX Zero consiste em seis álbuns de estúdio, quatro álbuns ao vivo, um álbum de remixes, três extended plays, sete álbuns de vídeo, 25 singles, 6 singles promocionais e 29 videoclipes. O grupo já vendeu mais de 6 milhões de cópias. A rádio Jovem Pan cita a banda como o maior destaque do Rock da década. Segundo a parada Hot 100 Brasil, o NX Zero foi a maior revelação da música em 2007. Em 2008 ganhou Disco do Ano pelo álbum Agora, e foi o Melhor Grupo do ano. Em 2010 o NX Zero foi o Melhor Grupo e teve a Canção do Ano por Só Rezo. A banda já foi vencedora do Grammy Latino pelo album Agora, lançado em 2008.

## Álbuns

### Álbuns de estúdio
| Ano  | Álbum       | Detalhes                                                                                    | Certificações  |
| ---- | ----------- | ------------------------------------------------------------------------------------------- | -------------- |
| 2004 | Diálogo?    | - Lançamento: 6 de junho de 2004 - Gravadora: Urubuz - Formatos: CD, download digital       |                |
| 2006 | NX Zero     | - Lançamento: 4 de dezembro de 2006 - Gravadora: Universal - Formatos: CD, download digital | - : Platina    |
| 2008 | Agora       | - Lançamento: 23 de agosto de 2008 - Gravadora: Universal - Formatos: CD, download digital  | - : 2× Platina |
| 2009 | Sete Chaves | - Lançamento: 20 de outubro de 2009 - Gravadora: Universal - Formatos: CD, download digital | - : Ouro       |
| 2012 | Em Comum    | - Lançamento: 14 de agosto de 2012 - Gravadora: Universal - Formatos: CD, download digital  |                |
| 2015 | Norte       | - Lançamento: 7 de agosto de 2015 - Gravadora: Deck - Formatos: CD, LP, download digital    |                |

### Álbuns ao vivo
| Ano  | Álbum                              | Detalhes                                                                                   | Certificações |
| ---- | ---------------------------------- | ------------------------------------------------------------------------------------------ | ------------- |
| 2007 | MTV ao Vivo: 5 Bandas de Rock      | - Lançamento: 22 de maio de 2007 - Gravadora: Universal - Formatos: CD, download digital   |               |
| 2011 | Multishow ao Vivo: NX Zero 10 Anos | - Lançamento: 23 de agosto de 2011 - Gravadora: Universal - Formatos: CD, download digital | - : Ouro      |
| 2017 | Norte (Ao Vivo)                    | - Lançamento: 27 de outubro de 2017 - Gravadora: Deck - Formatos: CD, download digital     |               |
| 2024 | Tour Cedo ou Tarde (Ao Vivo)       | - Lançamento: 4 de outubro de 2024 - Gravadora: Deck - Formatos: Download digital          |               |

### Álbuns remix
| Ano  | Álbum            | Detalhes                                                                                     | Certificações |
| ---- | ---------------- | -------------------------------------------------------------------------------------------- | ------------- |
| 2010 | Projeto Paralelo | - Lançamento: 24 de novembro de 2010 - Gravadora: Universal - Formatos: CD, download digital | - : Ouro      |

### EPs
| Ano  | Álbum                                                                | Detalhes                                                                                        |
| ---- | -------------------------------------------------------------------- | ----------------------------------------------------------------------------------------------- |
| 2003 | Meu Coração Desconfia Que Ainda Há Mais do Que Meus Olhos Possam Ver | - Lançamento: 2003 - Gravadora: Independente - Formatos: CD                                     |
| 2005 | Projeto Lado C                                                       | - Lançamento: 2005 - Gravadora: Urubuz - Formatos: CD                                           |
| 2014 | Estamos no Começo de Algo Muito Bom, Não Precisa Ter Nome Não        | - Lançamento: 18 de novembro de 2014 - Gravadora: Independente - Formatos: CD, download digital |

### Álbuns de vídeo
| Ano  | Álbum                              | Detalhes                                                                   | Certificações  |
| ---- | ---------------------------------- | -------------------------------------------------------------------------- | -------------- |
| 2007 | MTV ao Vivo: 5 Bandas de Rock      | - Lançamento: 22 de maio de 2007 - Gravadora: Universal - Formatos: DVD    |                |
| 2008 | 62 Mil Horas até Aqui              | - Lançamento: 17 de março de 2008 - Gravadora: Universal - Formatos: DVD   | - : 2× Platina |
| 2010 | Multishow Registro: Sete Chaves    | - Lançamento: 23 de janeiro de 2010 - Gravadora: Universal - Formatos: DVD | - : Ouro       |
| 2011 | Projeto Paralelo                   | - Lançamento: Março de 2011 - Gravadora: Universal - Formatos: DVD         | - : Ouro       |
| 2011 | Multishow ao Vivo: NX Zero 10 Anos | - Lançamento: 23 de agosto de 2011 - Gravadora: Universal - Formatos: DVD  | - : Ouro       |
| 2017 | Norte (Ao Vivo)                    | - Lançamento: 27 de outubro de 2017 - Gravadora: Deck - Formatos: DVD      |                |
| 2024 | Tour Cedo ou Tarde (Ao Vivo)       | - Lançamento: 4 de outubro de 2024 - Gravadora: Deck - Formatos: DVD       |                |

## Singles
| Ano  | Título                                                        | Certificação | Álbum                                                         |
| ---- | ------------------------------------------------------------- | ------------ | ------------------------------------------------------------- |
| 2004 | "Tarde Demais"                                                |              | Diálogo?                                                      |
| 2004 | "Apenas um Olhar"                                             |              | Diálogo?                                                      |
| 2006 | "Além de Mim"                                                 |              | NX Zero                                                       |
| 2007 | "Razões e Emoções"                                            | - : Platina  | NX Zero                                                       |
| 2007 | "Pela Última Vez"                                             |              | NX Zero                                                       |
| 2008 | "Cedo ou Tarde"                                               | - : Platina  | Agora                                                         |
| 2008 | "Daqui pra Frente"                                            |              | Agora                                                         |
| 2009 | "Bem ou Mal" (part. Tulio Dek)                                |              | Agora                                                         |
| 2009 | "Cartas Pra Você"                                             |              | Agora                                                         |
| 2009 | "Espero a Minha Vez"                                          |              | Sete Chaves                                                   |
| 2010 | "Só Rezo"                                                     | - : Ouro     | Sete Chaves                                                   |
| 2010 | "Onde Estiver" (part. Freddie Gibbs)                          |              | Projeto Paralelo                                              |
| 2011 | "Inimigo Invisível 0.2" (part. Marcelo D2, Kurupt, P.MC e Mi) |              | Projeto Paralelo                                              |
| 2011 | "Não é Normal"                                                |              | Multishow ao Vivo: NX Zero 10 Anos                            |
| 2012 | "Maré"                                                        |              | Em Comum                                                      |
| 2012 | "Ligação"                                                     |              | Em Comum                                                      |
| 2013 | "Em Comum"                                                    |              | Em Comum                                                      |
| 2013 | "Pedido"                                                      |              | Em Comum                                                      |
| 2013 | "Hoje o Céu Abriu"                                            |              | Em Comum                                                      |
| 2014 | "Uma Gota no Oceano"                                          |              | Estamos no Começo de Algo Muito Bom, Não Precisa Ter Nome Não |
| 2014 | "Vamos Seguir"                                                |              | Estamos no Começo de Algo Muito Bom, Não Precisa Ter Nome Não |
| 2015 | "Meu Bem"                                                     |              | Norte                                                         |
| 2015 | "Pedra Murano"                                                |              | Norte                                                         |
| 2016 | "Fração de Segundos" (part. Lulu Santos)                      |              | Norte                                                         |
| 2023 | "Você Vai Lembrar de Mim"                                     |              | Não adicionado à nenhum álbum                                 |

### Singlespromocionais
| Ano  | Título                        | Certificação | Álbum                         |
| ---- | ----------------------------- | ------------ | ----------------------------- |
| 2007 | "Consequência"                | - : Diamante | NX Zero                       |
| 2009 | "Incontrolável"               | - : Diamante | Não adicionado à nenhum álbum |
| 2010 | "Só Rezo 0.2" (part. Emicida) |              | Projeto Paralelo              |
| 2015 | "Modo Avião"                  |              | Norte                         |
| 2015 | "Mandela"                     |              | Norte                         |
| 2015 | "Breve Momento"               |              | Norte                         |

## Vídeoclipes
| Ano  | Título                                                                  | Diretor                              |
| ---- | ----------------------------------------------------------------------- | ------------------------------------ |
| 2006 | "Apenas um Olhar"                                                       | Eduardo Kurt                         |
| 2006 | "Mais e Mais"                                                           |                                      |
| 2006 | "Além de Mim"                                                           | Ricardo Laganaro                     |
| 2007 | "Razões e Emoções"                                                      | Igor Spacek, Ivan Spacek             |
| 2007 | "Pela Última Vez"                                                       | Fabrizio Martinelli, Paulinho Caruso |
| 2008 | "Cedo ou Tarde"                                                         | Ricardo Laganaro                     |
| 2008 | "Daqui pra Frente"                                                      | Ricardo Laganaro                     |
| 2009 | "Cartas pra Você"                                                       | Paulo Caruso                         |
| 2009 | "Espero a Minha Vez"                                                    | Daniel Ferro, César Ovalle           |
| 2010 | "Só Rezo"                                                               | Gee Rocha[carece de fontes?]         |
| 2010 | "Só Rezo 0.2" (feat. Emicida, Yo-Yo & DJ King)                          | Gee Rocha[carece de fontes?]         |
| 2010 | "Inimigo Invisível 0.2" (feat. Kurupt, Marcelo D2, P.MC & Mi Vieira)    | Gee Rocha[carece de fontes?]         |
| 2011 | "Onde Estiver" (feat. Freddie Gibbs)                                    | Gee Rocha[carece de fontes?]         |
| 2011 | "Bem ou Mal 0.2" (feat. Aggro Santos, Marcelo Mancini, Kamau & DJ King) | Gee Rocha[carece de fontes?]         |
| 2011 | "Corra" (feat. C-Rock, Gabriel o Pensador & Strong Arm Steady)          | Gee Rocha[carece de fontes?]         |
| 2011 | "A Minha Fé" (feat. Eric Silver & Túlio Dek)                            | Alex Batista                         |
| 2011 | "Daqui pra Frente 0.2" (feat. Ya Boy, Flora Matos & Xis)                | Alex Batista                         |
| 2011 | "Cedo ou Tarde 0.2" (feat. Chorão)                                      | Alex Batista                         |
| 2011 | "A Melhor Parte de Mim 0.2" (feat. Eric Silver & Divinity Roxx)         | César Ovalle                         |
| 2011 | "Tarde pra Desistir" (feat. Rincon Sapiência)                           | César Ovalle                         |
| 2011 | "O Destino" (feat. Negra Li, Rappin' Hood & DJ A.S.M.A.)                | Andreh Santos                        |
| 2012 | "Maré"                                                                  | Alex Miranda                         |
| 2013 | "Ligação"                                                               | Ricardo Spencer                      |
| 2013 | "Hoje O Céu Abriu"                                                      | César Ovalle                         |
| 2014 | "Vamos Seguir"                                                          | César Ovalle                         |
| 2015 | "Meu Bem"                                                               | Marcos Mello                         |
| 2015 | "Pedra Murano"                                                          | Daniel Ferro                         |
| 2016 | "Fração de Segundo"                                                     | Rafael Kent                          |
| 2023 | "Você Vai Lembrar de Mim"                                               | Gee Rocha, César Ovalle, Seven Zee   |